# Gams bei Hieflau
Gams bei Hieflau är en ort i kommunen Landl i distriktet Liezen i förbundslandet Steiermark i Österrike. Gams bei Hieflau var tidigare en självständig kommun, men blev den 1 januari 2015 en del av kommunen Landl.